# Park Chang-sun
Park Chang-sun (en coreano: 박창선; nacido el 2 de febrero de 1954 en Gimhae, Gyeongsang del Sur) es un exfutbolista y actual entrenador surcoreano. Jugaba de delantero y su último club fue el Yukong Elephants de Corea del Sur. Actualmente no dirige a ningún equipo.
Park desarrolló su carrera en varios clubes, entre los que se encuentran Pohang Steelworks y Daewoo Royals. Además, fue internacional absoluto por la Selección de fútbol de Corea del Sur y disputó la Copa Mundial de la FIFA 1986.

## Carrera

### Como futbolista
Park se desempeñó en seis clubes de Corea del Sur y obtuvo la liga local con cinco equipos diferentes. Fue el capitán y creador de juego de Corea del Sur en la Copa Mundial de Fútbol de 1986, debido a sus habilidades con el balón, y anotó el primer gol de Corea del Sur en mundiales en el debut contra Argentina. Después del certamen, fue seleccionado como una de las FIFA World Stars y disputó el partido benéfico de ese año. Por último, participó en los Juegos Asiáticos de 1986 y contribuyó a la medalla de oro de Corea del Sur.

### Estilo de juego
Park se destacó por sus poderosos tiros de larga distancia, sus pases precisos y su liderazgo. A su vez, es considerado como uno de los mejores centrocampistas ofensivos surcoreanos de todos los tiempos.

### Como entrenador
En 1992, comenzó su etapa como director técnico en el equipo de la Escuela Secundaria Donga. En 1993, pasó a la Universidad de Kyung Hee, donde estuvo por un período de diez años. En 1998, fue nombrado como entrenador de la Selección sub-20 de Corea del Sur, pero dejó el cargo debido a la corrupción en eventos deportivos. Actualmente, cuenta con una escuela de fútbol que lleva su nombre.

## Trayectoria

### Como futbolista

#### Clubes
| Club                        | País          | Año         |
| --------------------------- | ------------- | ----------- |
| Pohang Steelworks           | Corea del Sur | 1977 - 1982 |
| ROK Army (servicio militar) | Corea del Sur | 1978 - 1980 |
| Hallelujah FC               | Corea del Sur | 1983        |
| Daewoo Royals               | Corea del Sur | 1984 - 1986 |
| Yukong Elephants            | Corea del Sur | 1987        |

#### Selección nacional
| Selección | País          | Año         |
| --------- | ------------- | ----------- |
| Sub-20    | Corea del Sur | 1973 - 1974 |
| Absoluta  | Corea del Sur | 1979 - 1986 |

### Como entrenador

#### Clubes
| Club                     | País          | Año         |
| ------------------------ | ------------- | ----------- |
| Escuela Secundaria Donga | Corea del Sur | 1992 - 1993 |
| Universidad de Kyung Hee | Corea del Sur | 1993 - 2003 |

#### Selección nacional
| Selección | País          | Año  |
| --------- | ------------- | ---- |
| Sub-20    | Corea del Sur | 1998 |

## Estadísticas

#### Selección nacional
Fuente:
| Selección de Corea del Sur | Selección de Corea del Sur | Selección de Corea del Sur |
| Año                        | Part.                      | Goles                      |
| -------------------------- | -------------------------- | -------------------------- |
| 1979                       | 3                          | 1                          |
| 1980                       | 0                          | 0                          |
| 1981                       | 0                          | 0                          |
| 1982                       | 0                          | 0                          |
| 1983                       | 0                          | 0                          |
| 1984                       | 8                          | 2                          |
| 1985                       | 13                         | 2                          |
| 1986                       | 11                         | 4                          |
| Total                      | 35                         | 9                          |

#### Goles internacionales
| No | Fecha                    | Sede             | Oponente  | Gol   | Resultado    | Competición                                          |
| -- | ------------------------ | ---------------- | --------- | ----- | ------------ | ---------------------------------------------------- |
| 1. | 16 de septiembre de 1979 | Incheon          | Bangladés | 1 gol | 9-0          | Copa del Presidente 1979                             |
| 2. | 4 de octubre de 1984     | Seúl             | Camerún   | 1 gol | 5-0          | Partido amistoso                                     |
| 3. | 19 de octubre de 1984    | Calcuta          | India     | 1 gol | 1-0          | Eliminatorias para la Copa Asiática 1984             |
| 4. | 19 de mayo de 1985       | Seúl             | Malasia   | 1 gol | 2-0          | Eliminatorias para la Copa Mundial de Fútbol de 1986 |
| 5. | 6 de junio de 1985       | Daejeon          | Tailandia | 1 gol | 3-2          | Copa del Presidente 1985                             |
| 6. | 2 de junio de 1986       | Ciudad de México | Argentina | 1 gol | 1-3          | Copa Mundial de Fútbol de 1986                       |
| 7. | 20 de septiembre de 1986 | Busan            | India     | 1 gol | 3-0          | Juegos Asiáticos de 1986                             |
| 8. | 28 de septiembre de 1986 | Seúl             | China     | 1 gol | 4-2          | Juegos Asiáticos de 1986                             |
| 9. | 1 de octubre de 1986     | Seúl             | Irán      | 1 gol | 1-1 (6-5 p.) | Juegos Asiáticos de 1986                             |

#### Participaciones en fases finales
| Torneo                         | Sede     | Resultado    | Partidos | Goles |
| ------------------------------ | -------- | ------------ | -------- | ----- |
| Copa Asiática 1984             | Singapur | Primera fase | 4        | 0     |
| Copa Mundial de Fútbol de 1986 | México   | Primera fase | 3        | 1     |
| Juegos Asiáticos de 1986       | Seúl     | Campeón      | —        | —     |

## Palmarés

### Como futbolista

#### Títulos nacionales
| Título                        | Club              | País          | Año  |
| ----------------------------- | ----------------- | ------------- | ---- |
| Campeonato Nacional de Corea  | ROK Army          | Corea del Sur | 1979 |
| Liga Semiprofesional de Corea | ROK Army          | Corea del Sur | 1980 |
| Liga Semiprofesional de Corea | Pohang Steelworks | Corea del Sur | 1981 |
| Liga Semiprofesional de Corea | Pohang Steelworks | Corea del Sur | 1982 |
| K League 1                    | Hallelujah FC     | Corea del Sur | 1983 |
| K League 1                    | Daewoo Royals     | Corea del Sur | 1984 |

#### Títulos internacionales
| Título                        | Club (*)      | Sede | Año  |
| ----------------------------- | ------------- | ---- | ---- |
| Campeonato Asiático de Clubes | Daewoo Royals | Yeda | 1986 |
| Juegos Asiáticos              | Corea del Sur | Seúl | 1986 |

(*) Incluyendo la Selección

#### Distinciones individuales
| Distinción                                          | Año  |
| --------------------------------------------------- | ---- |
| Jugador del Año de la Liga Semiprofesional de Corea | 1980 |
| Máximo goleador de la Liga Semiprofesional de Corea | 1981 |
| Jugador del Año de la Liga Semiprofesional de Corea | 1982 |
| Máximo Asistidor de la K League 1                   | 1983 |
| K League 1 Best XI                                  | 1983 |
| K League 1 Best XI                                  | 1984 |
| Korean Football Best XI                             | 1984 |
| Jugador Más Valioso de la K League 1                | 1984 |
| Korean Football Best XI                             | 1985 |
| Korean Football Best XI                             | 1986 |
| FIFA XI                                             | 1986 |

### Como entrenador

#### Títulos nacionales
| Título                       | Club                     | País          | Año  |
| ---------------------------- | ------------------------ | ------------- | ---- |
| Copa del Presidente de Corea | Universidad de Kyung Hee | Corea del Sur | 2001 |

#### Títulos internacionales
| Título                       | Club (*)             | Sede       | Año  |
| ---------------------------- | -------------------- | ---------- | ---- |
| Campeonato Juvenil de la AFC | Corea del Sur sub-20 | Chiang Mai | 1998 |

(*) Incluyendo la Selección